# Cerkiew Narodzenia Matki Bożej w Rzeżycy
Cerkiew Narodzenia Matki Bożej – prawosławna cerkiew parafialna w Rzeżycy, w dekanacie rzeżyckim eparchii dyneburskiej Łotewskiego Kościoła Prawosławnego.

## Historia
Pierwsza prawosławna świątynia została wzniesiona w Rzeżycy w 1788. Nosiła ona wezwanie św. Mikołaja. W 1844 zyskała ona status parafialnej, zaś do miasta został skierowany kapłan, który miał w nim przebywać na stałe – Rosjanin, ks. Joann Łukianow. Zainicjował on wzniesienie nowej, obszerniejszej świątyni. Cerkiew została zaprojektowana przez pracujących w Petersburgu architektów Davida Visconti oraz Charlemagne'a Bodé. Kierownikiem budowy był Seweryn Ignatiew. Gotowa świątynia została poświęcona 25 czerwca 1846 przez arcybiskupa połockiego i witebskiego.
W pierwotnych planach architektów cerkiew miała reprezentować styl neobizantyński. Wejście do budynku miało być dekorowane portykiem, zaś całość miała wieńczyć szeroka kopuła. W toku prac budowlanych plan został jednak poważnie zmieniony i powstała świątynia jest znacznie skromniejsza, niż zakładali architekci. Z tego powodu cerkwią w Rzeżycy zainteresował się car Mikołaj I, który odwiedził świątynię i wyraził niezadowolenie z powodu jej wyglądu, nakazując aresztować budowniczego.
Z powodu błędów konstrukcyjnych popełnionych w czasie prac budowlanych oraz użycia w toku prac cegieł słabej jakości cerkiew już w 1854 była w bardzo złym stanie technicznym. W celu uratowania jej przed zawaleniem rozebrany został główny bęben i położona na nim kopuła. Zastąpiono ją drewnianą, znacznie lżejszą konstrukcją. W 1906 wymieniono natomiast ikonostas i położono granitową posadzkę. Po 1994 cerkiew była ponownie remontowana.